# Przyjaźnia
Przyjaźnia – wieś w Polsce w województwie pomorskim, w powiecie chojnickim, w gminie Czersk. 
Miejscowość położona w południowej części województwa, wchodzi w skład sołectwa Gotelp.
W latach 1975–1998 miejscowość administracyjnie należała do województwa bydgoskiego.